# Дитрих фон Веттин (граф Гройча)
Дитрих (р. ок. 1155, ум. 13 июня 1207) — граф Гройча и Зоммершенбурга с 1190 из рода Веттинов.
Сын Дедо III Толстого, маркграфа Нижних Лужиц, и его жены Матильды фон Хайнсберг.
С детства предназначался для духовной карьеры. Канонник в Цейтце (1169) и Магдебурге.
После смерти матери (1189) унаследовал графство Зоммершенбург. При разделе отцовских владений (1190) получил Гройч, Ландсберг и фогство в Пегау. Другой сын Дедо III, Конрад II, стал маркгрфом Нижних Лужиц и графом Эйленбурга. Ещё три из брата умерли раньше отца.
Во внутригерманских делах Дитрих известен как сторонник Штауфенов.
Его женой была Ютта фон Тюринген (ум. 1208/1216), дочь ландграфа Людвига III Благочестивого. Дети:
- Мехтильда (ум. 1222), муж — граф Генрих III цу Зайн
- Агнесса.

Дитрих умер 13 июня 1207 года по пути в Вюрцбург. Его владения унаследовал брат - Конрад II, маркграф Нижних Лужиц.